# Донки
До́нки (рос. Донки) — присілок у складі Куртамиського округу Курганської області, Росія.
Населення — 8 осіб (2010, 12 у 2002).
Національний склад станом на 2002 рік:
- росіяни — 100 %